# Extraordinary You
Extraordinary You (hangul: 어쩌다 발견한 하루; RR: Eojjeoda Balgyeonhan Haru) és una sèrie de televisió sud-coreana del 2019 protagonitzada per Kim Hye-yoon, Rowoon, Lee Jae-wook, Lee Na-eun, Jung Gun-joo, Kim Young-dae i Lee Tae-ri. Es basa en el webtoon July Found by Chance, que es va publicar per primera vegada el gener de 2018 a Daum Webtoon. La sèrie es va emetre a la franja horària KST de dimecres a dijous a les 21:00 de MBC TV del 2 d’octubre al 21 de novembre de 2019.

## Repartiment

### Principal
- Kim Hye-yoon com Eun Dan-oh
- Rowoon com a número 13 / Ha-roo
- Lee Jae-wook com Baek Kyung
- Lee Na-eun com Yeo Joo-da
- Jung Gun-joo com Lee Do-hwa
- Kim Young-dae com Oh Nam-joo
- Lee Tae-ri com Jinmichae / Geum Jin-mi

### Recorrent

#### Els companys de classe de Dan-oh
- Kim Ji-in com Shin Sae-mi
- Kim Hyun-mok com Ahn Soo-chul
- Jung Ye-nok com Kim Il-jin
- Jung Mi-mi com Park Yi-jin
- Jung Ye-jin com Lee Sam-jin
- Han Chae-kyung com Kim Ae-il
- Song Ji-woo com Park Ae-ri
- Kang Min-ji com Lee Ae-sam
- Jung Dae-ro com Kim Yang-il
- Lee Chang-shik com Park Yang-yi
- Yoon Jong-bin com Lee Yang-sam
- Jo Deok-hee com Kim Ban-jang
- Oh Jong-min com Kim Bo-tong
- Kim Joon-sung com Park Mo-bum
- Shin Yong-ho com Shin Ba-ram
- Han Myung-hwan com Kang Chul-nam
- Jung Ji-hyun com Han Soo-da
- Lee Eun-hye com Kong Joo-hae
- Heo Soo-bin com Wang Bit-na
- Pyo Hyun-jin com Namgoong Dan-bal
- Kim Tae-jung com Chae Yook-in

#### Altres
- Un Hyo-sup com Eun Moo-young
- Choi Jin-ho com Baek Dae-sung
- Yoon Jong-hoon com a metge Lee Jo-hwa
- Yu Ji-soo com Ra Hye-young
- Bae Hyun-sung com Baek Joon-hyun
- Yu Ha-bok com Oh Jae-beol
- Ji Soo won com a Cha Ji-hyun
- Kim Jung-hak com a mestra d’aula
- Kim Jae-hwa com a professora d'art
- Lee Ye-hyun com Kim Soo-hyang